# محمدسعید انصاری
محمد سعید انصاری (زادهٔ ۱۳۳۵ در آبادان)  نماینده دورهٔ سوم و دورهٔ چهارم و دورهٔ هفتم و نمایندهٔ دورهٔ نهم مجلس شورای اسلامی از حوزهٔ انتخابیهٔ آبادان و نایب رئیس اول کمیسیون انرژی مجلس شورای اسلامی در دوره نهم بود.